# Juan María Zalles
Juan María Zalles Calderón (La Paz, Bolivia; 25 de marzo de 1879 - Santiago de Chile, Chile; 1954) fue un abogado, diplomático y periodista y político boliviano. Fue ministro de Bolivia durante los gobiernos de los presidentes Ismael Montes Gamboa, Eliodoro Villazón Montaño, Daniel Salamanca Urey y José Luis Tejada Sorzano así como también embajador y diplomático de Bolivia en diferentes países. Durante su gestión como canciller de Bolivia, estalló en junio de 1932 la Guerra del Chaco con el Paraguay.
Pasada la Revolución nacional de 1952, se trasladó a la ciudad de Santiago de Chile, Chile donde falleció. Había sido uno de los personajes más importantes del liberalismo en Bolivia.

## Biografía
Fue hijo de una acomodada familia siendo sus padres Luis Zalles y Florencia Calderón. Hizo sus estudios primarios en la escuela de jesuitas San Calixto de la ciudad de La Paz. Terminó sus estudios secundarios como bachiller en 1892. Continuó los superiores ingresando ese año a la carrera de derecho de la Universidad Mayor de San Andrés (UMSA) donde se graduó como abogado en 1897.
Durante algún tiempo, se dedicó a escribir artículos en periódicos de La Paz.
Desde 1905 hasta 1906 y durante el primer gobierno del presidente Ismael Montes Gamboa, fue nombrado secretario de la Legación boliviana en Chile. En 1908, es asignado como encargado de negocios de Bolivia en Chile. Un año después, vuelve a ser nombrado secretario de la Legación de Bolivia pero esta vez en Buenos Aires, Argentina.
Durante el gobierno del presidente Eliodoro Villazón Montaño, fue nombrado ministro de Guerra y Colonización de Bolivia, ocupando el cargo desde 1912 hasta 1913. En 1914, ya durante el segundo gobierno de Ismael Montes Gamboa, fue nombrado ministro de Gobierno y Fomento de Bolivia, cargo que ocupó hasta 1915.
En 1918 fue elegido senador representante del departamento de La Paz en las Elecciones legislativas de Bolivia de 1918, pero dejó el puesto para ir a desempeñar el cargo de jefe de la legación diplomática y embajador de Bolivia en Perú y Chile. Volvió a Bolivia para continuar con su puesto como parlamentario en la cámara de senadores pero volvió a viajar a Buenos Aires para desempeñar la secretaria de la legación boliviana. Fue una personalidad reconocida durante esos años en Buenos Aires. Volvió a Bolivia a finales de 1920. 
Una vez derrocado el gobierno liberal del presidente José Gutiérrez Guerra mediante un golpe de Estado propiciado por el Partido Republicano de Bolivia, Juan María Zalles tuvo que salir al exilio con destino a Chile. Volvió a Bolivia dos años después en 1922, donde tomó el liderazgo del Partido Liberal de Bolivia.

## Canciller de Bolivia
El 9 de marzo de 1932, es nombrado ministro de Relaciones Exteriores y Culto por el presidente de Bolivia Daniel Salamanca Urey. Durante su gestión como canciller, estalló en junio la Guerra del Chaco con Paraguay. 
Durante su gestión como canciller de Bolivia le tocó enfrentar las relaciones diplomáticas en plena Guerra del Chaco. Rechazó la propuesta de conversaciones que le propuso Manuel Bianchi embajador de Chile en Bolivia. El embajador de Chile en Bolivia junto al embajador de Chile en Paraguay Novoa Valdez, quedaron en mutuo acuerdo, con el objetivo de tratar de establecer un diálogo con el canciller boliviano Zalles, acerca de las negociaciones de paz en el chaco, que se estarían realizando por parte de Chile en Itamaraty, por instrucción del gobierno de Chile. Pero rehusó con vehemencia a recibir a Manuel Bianchi, asegurándole que había dejado la cartera de Relaciones Exteriores, con la siguiente frase "Mire: yo no podré atenderlo a lo que usted quiere decirme, porque yo ya renuncié". 
La famosa "propuesta" del Gobierno de Chile consistía en la Declaración Panamericana del 3 de agosto  de 1932, impulsado al criterio del canciller argentino Carlos Saavedra Lamas. Según la versión de Zalles, de haber oído al embajador chileno Bianchi, lo hubiese negado en forma tácita, puesto que Bolivia hubiera corrido el riesgo de someterse, en caso de continuar la guerra con el Paraguay, a la "acción del buen vecino" (una forma de bloqueo en los puertos costeros para la llegada del armamento de Bolivia y el Paraguay). En agosto Zalles seguía desempeñando el puesto de canciller de Bolivia y renunciaría el 5 de septiembre de 1932.

## Posguerra
Después de la caída del presidente Daniel Salamanca Urey mediante un golpe de Estado denominado el Corralito de Villamontes, el gobierno liberal del presidente de Bolivia José Luis Tejada Sorzano nombró ministro de guerra y colonización a Zalles el 1 de diciembre de 1934, cargo que desempeñó hasta el 12 de abril de 1935. Durante su gestión como ministro de guerra de Bolivia y por órdenes del presidente Tejada,Zalles decretó la movilización general de tropas en todo el país con el objetivo de marchar al frente de batalla para la defensa del territorio boliviano en Villamontes al mando del teniente coronel Bernardino Bilbao Rioja. 
A la vez también, entre los meses de mayo y junio de 1932, asistió como embajador y delegado boliviano ante la Conferencia de Paz del Chaco; asistió también como presidente de la delegación boliviana a la Conferencia Comercial Panamericana, realizada enBuenos Aires en 1935. Ese año reemplazó a Casto Rojas en la misión diplomática boliviana en Buenos Aires.
En su condición de líder del Partido Liberal de Bolivia (PL) se presentó a las Elecciones Presidenciales de Bolivia de 1934 como candidato a la presidencia de Bolivia. Pero salió segundo con el 40,7% de la votación (6.642 votos) frente al 59,2% (9.642 votos) de Franz Tamayo del Partido Republicano Genuino (PRG).
El 22 de agosto de 1935, siendo aún jefe del Partido Liberal, dejó ese puesto, entregándole la jefatura a José Luis Tejada Sorzano. Los miembros del Partido Liberal de Bolivia se refirieron a la salida de Zalles: 
"Hemos auscultado el pensamiento de muchos elementos liberales, quienes afirman que lamentarían muchísimo el retiro sorpresivo del Dr. Zalles del cargo de jefe del liberalismo. Los motivos puede decirse que se ignoran porque solo circulan conjeturas".
Desde entonces partiría de viaje rumbo a Chile, país donde permanecería durante siete años.
Después de siete años de su salida, en octubre de 1942 regresó Bolivia, donde llegó a publicar un libro titulado "Crónicas", manifiesta su pensamiento sobre los hombres y las cosas del país.
En 1944 fue alcalde y presidente del Concejo municipal de la ciudad de La Paz. En la urbe paceña se realizaron obras de importancia como la urbanización de los terrenos que pertenecían a los salesianos, seguido con otra obra de urbanización en la zona de Obrajes.

## Publicaciones
En el ejercicio del periodismo escribió artículos que se publicaron en los periódicos "El Diario", "El Comercio de Bolivia" y "La Epoca" de La Paz, en estos órganos impresos se destacó como un gran editor.
Dejó una variedad de obras en beneficio de la cultura:
"Memoria de Guerra y Colonización", 1913, La Paz; 
"Anexos de la Memoria y de Guerra y Colonización", presentada por el Dr. Juan María Zalles, a la legislatura ordinaria de 1913, La Paz; 
"Crónicas", Imp. Universitaria Santiago de Chile, 1942;
"Nuevas Crónicas", Imp. Universitaria Santiago de Chile, 1943, y 
"Crónicas de Ultima Hora" Imp. Universo S.A. Santiago de Chile, 1949.